# Улица Поликарпова (Москва)
У́лица Полика́рпова — улица в Северном административном округе города Москвы на территории Хорошёвского района и района Беговой. Проходит от Беговой улицы.

## Происхождение названия
Названа в честь советского авиаконструктора Николая Поликарпова (1892—1944).

## История
До 2004 года в конце улицы был переезд через многопутную железнодорожную ветку к заводу «Знамя труда», позже ликвидированную. На начало 2007 года в асфальте оставались рельсы от одного из путей. Впоследствии по трассе железнодорожной ветки была проложена новая магистраль, начинающаяся от Хорошевского шоссе, проходящая мимо территорий НПО Сухого, «МиГ», храма Иконы Божьей Матери «Отрада и Утешение», нового корпуса больницы имени Боткина и заканчивающаяся у 1-го Боткинского проезда.

## Здания и сооружения
По нечётной стороне:
- № 3А — второе здание школы № 1288;
- № 19—21 — пансион воспитанниц Министерства обороны РФ (бывшие Николаевские казармы (шесть корпусов) (1896—1901) — архитектор С. У. Соловьёв совместно с инженером Н. Н. Аршеневским, при участии архитекторов И. М. Рыбина, Н. Н. Чернецова, Ф. А. Ганешина; офицерский корпус построен Н. Д. Струковым);
- № 23А — «ОКБ Сухого» и «ЗАО ГСС»;
- № 23Б — авиакомпания «Сухой»;
- № 23Г — детский сад № 1741;
- № 27, с.3 — АО «Аэрокомпозит».

По чётной стороне:
- № 4 — Дирекция по обеспечению деятельности государственных учреждений здравоохранения САО;
- № 12 — Российский центр судебно-медицинской экспертизы;
- № 14 — Центр крови имени О. К. Гаврилова (1974, архитекторы Я. Н. Гузман и К. М. Бравин; премия Совета Министров СССР за 1975 год)[1][2];
- № 16 — храм иконы Божией Матери «Отрада и утешение» на Ходынском поле (1909, архитектор В. Д. Адамович).

## Транспорт
По улице проходит автобус с23. Также, у южного конца улицы, на Беговой улице, расположены остановки «Улица Поликарпова — Театр» автобусов 27, 175, 847, с23, т20, т65, т79, т86; у северного, на улице Бориса Петровского, — остановки «Храм» автобусов 84, 101, 175, 847; 207, с23.